# Rosciolo dei Marsi
Rosciolo dei Marsi (Risciolo in dialetto marsicano)  è una frazione di circa 400 abitanti del comune di Magliano de' Marsi (AQ), in Abruzzo.

## Geografia fisica

### Territorio
Il paese marsicano, distante circa 3,6 chilometri dal capoluogo comunale, è situato alle pendici del monte Velino (Sirente-Velino) a 909 m s.l.m. Lungo la strada che porta alla chiesa di Santa Maria in Valle Porclaneta si trova la cosiddetta "salita in discesa".

## Origini del nome
L'origine del toponimo è incerta. Lo storico Muzio Febonio nella sua opera Historiae Marsorum, la fa risalire al termine latino Roseolum, quindi Rosciolum. Questa ipotesi legherebbe il toponimo alla rosa. In epoca remota in questi luoghi, quando giunsero i primi abitanti, sarebbero stati presenti molti roseti. Un'altra ipotesi lega il nome Rosciolum (in alcuni documenti antichi riportata anche come Rosculum o Rusculum) al termine "Roscio", nome di molte famiglie patrizie romane.

## Storia

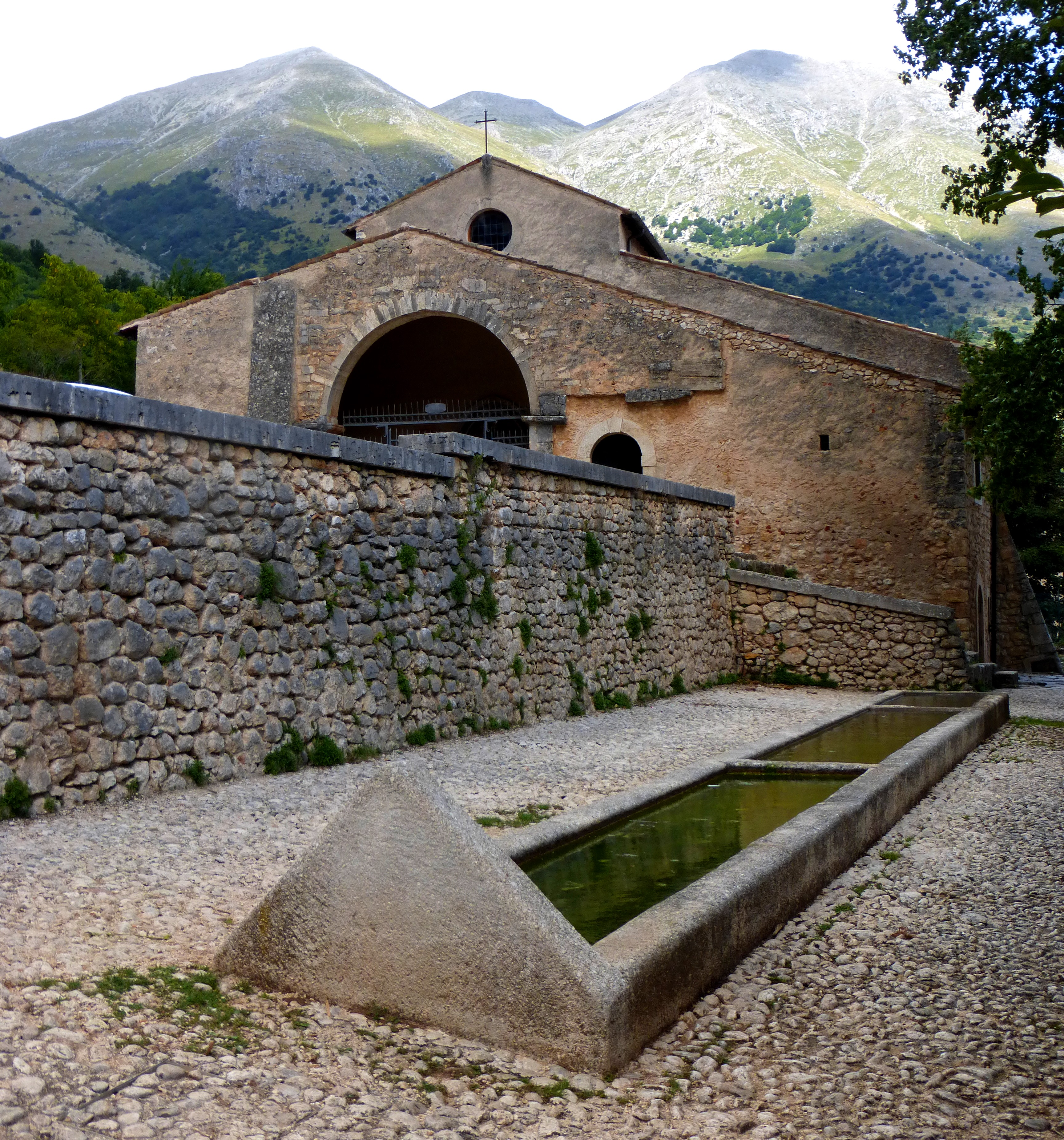
Monte Velino sullo sfondo della chiesa di Santa Maria in Valle Porclaneta

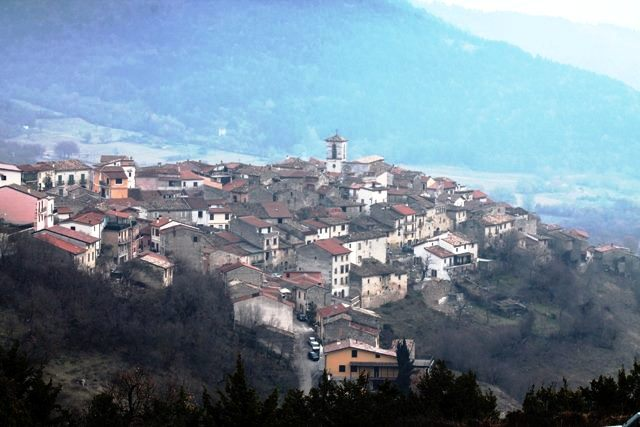
Veduta del paese

Il nome del paese appare con chiarezza nel 1080 dove la principale chiesa risulta essere registrata presso il monastero di Montecassino. 
In epoca medievale fu sede di un castello appartenente ai conti dei Marsi, in seguito ceduto dal conte Berardo, insieme alla chiesa di Santa Maria in Valle Porclaneta ai monaci benedettini di Montecassino.
(Chronica monasterii Casinensis, Leone Marsicano)
Il nucleo urbano s'ingrandì grazie all'unione di alcune ville che sorgevano nel territorio. Le località di Carce, Villa Maggiore, Villa San Martino, Villa Santa Maria e Villa di San Barnaba iniziarono il processo di aggregazione in seguito alla distruzione subita ad opera degli angioini guidati da Carlo I D'Angiò dopo la vittoriosa battaglia di Tagliacozzo. Oltre alla chiesa madre nel paese c'erano la chiesa di Santa Maria in Valle Porclaneta e la chiesa rurale dedicata a san Sebastiano.
Il paese conserva ancora il suo nucleo originario tardo quattrocentesco. All'epoca dell'incastellamento il nucleo s'ingrandì ulteriormente e solo nel 1485 fu dotato di torre difensiva e di mura perimetrali costruite su progetto dell'architetto Berardino Clario il cui nome fu inciso sulla porta principale del paese. Alcune parti delle mura perimetrali e basi di contrafforti sono ancora visibili. 
Rosciolo dei Marsi fino all'eversione feudale fu una università autonoma, solo dopo il 1806 fu aggregata al comune di Magliano de' Marsi.
Il paese posto al confine dei due Regni, appena dopo l'Unità d'Italia, fu scelto tra le località strategiche da alcune bande del brigantaggio postunitario.
La faglia di Rosciolo risulta essere una delle principali faglie dell'Abruzzo. A causa del terremoto del 1904 il paese subì gravi danni. Il 24 febbraio di quell'anno si registrò una scossa del IX grado della scala Mercalli che causò gravi danni ma nessuna vittima. Dopo il catastrofico terremoto della Marsica del 1915 fu invece uno dei pochi paesi marsicani, insieme ad alcuni centri del tagliacozzano e del carseolano, a rimanere quasi indenne subendo danni non irreparabili.
Nel 1928 una grave alluvione inondò la valle Porclaneta.
L'8 marzo del 1962 si verificò alle porte del paese un grave incidente aereo. Si schiantò sul monte Velino a 2350 metri slm a circa 125 metri dalla vetta, l'aereo Douglas DC-6B del volo della società aerea Mediterranea di ritorno a Roma da Khartum. Perirono il comandante, Salvatore Di Gaetano e quattro membri dell'equipaggio.

## Monumenti e luoghi d'interesse

### Architetture religiose

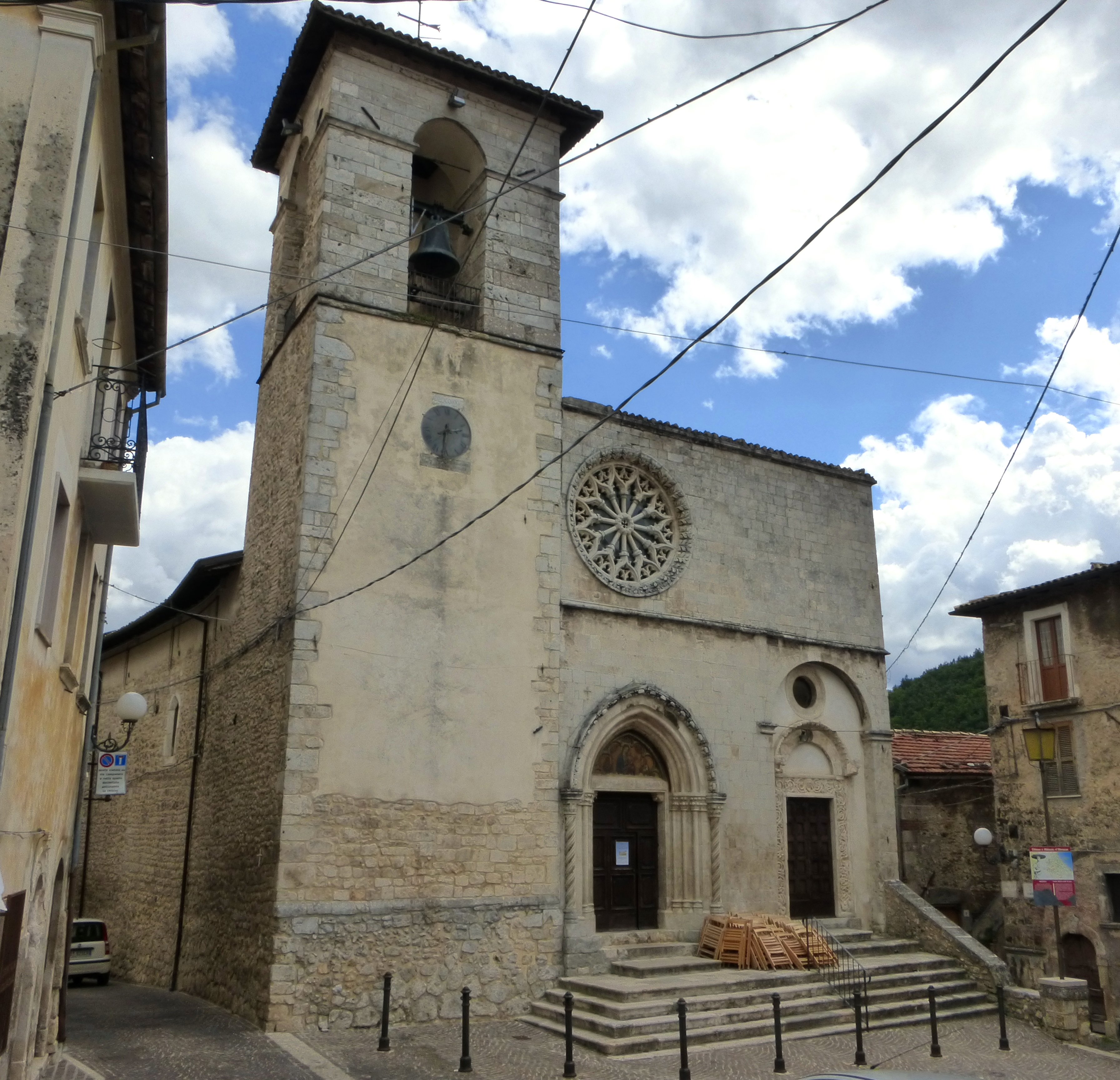
Chiesa di Santa Maria delle Grazie

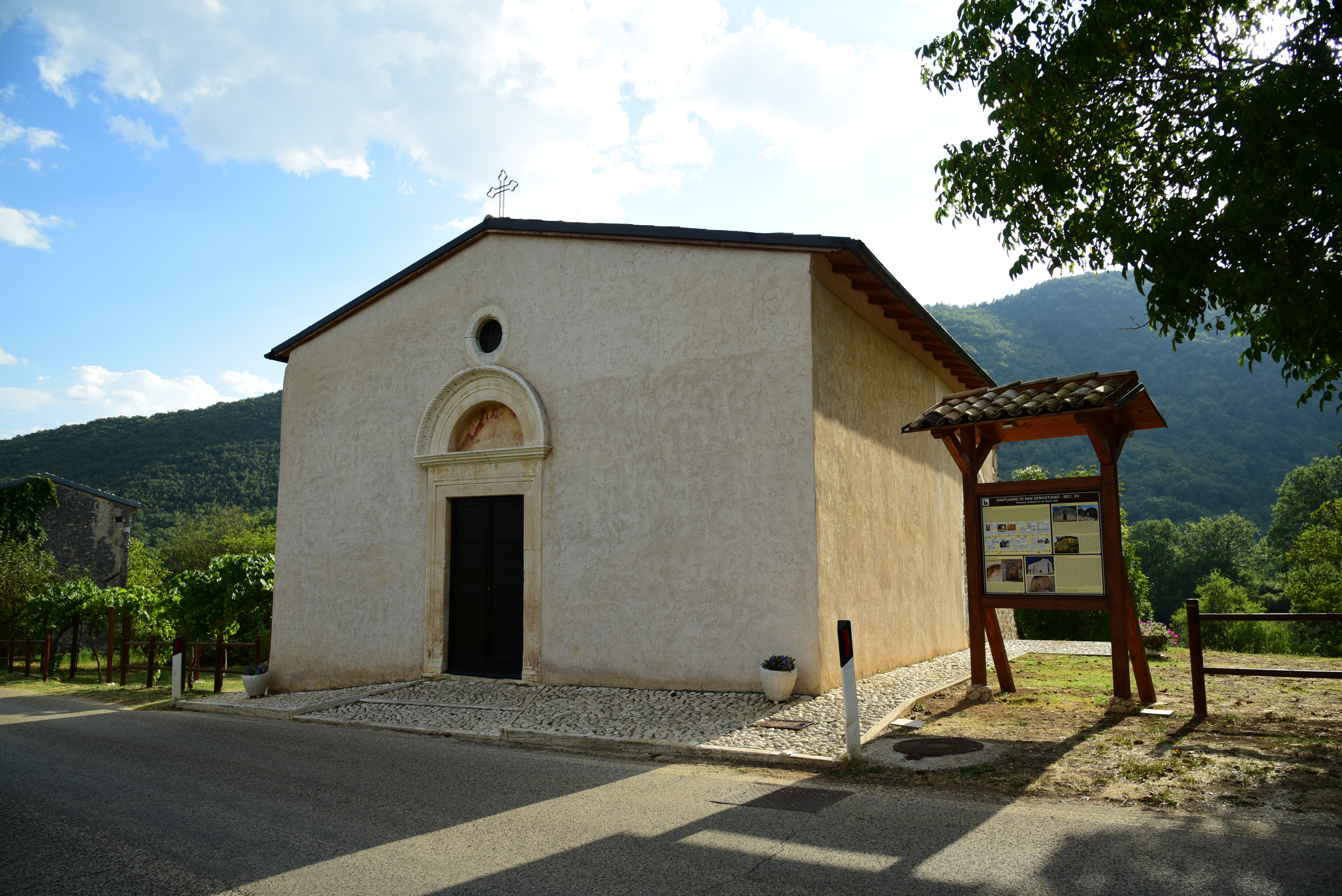
Chiesa di San Sebastiano

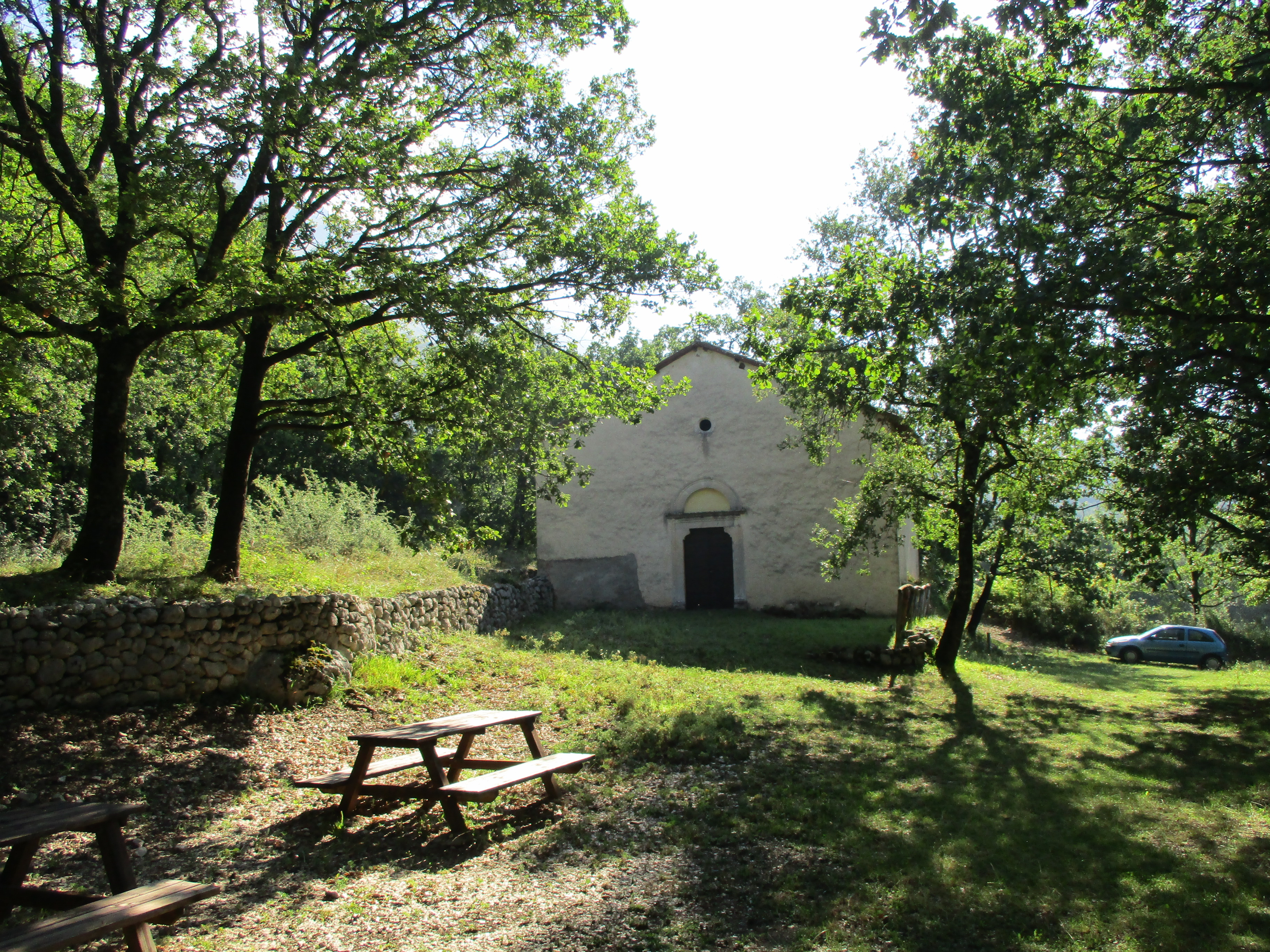
Chiesetta di San Barnaba

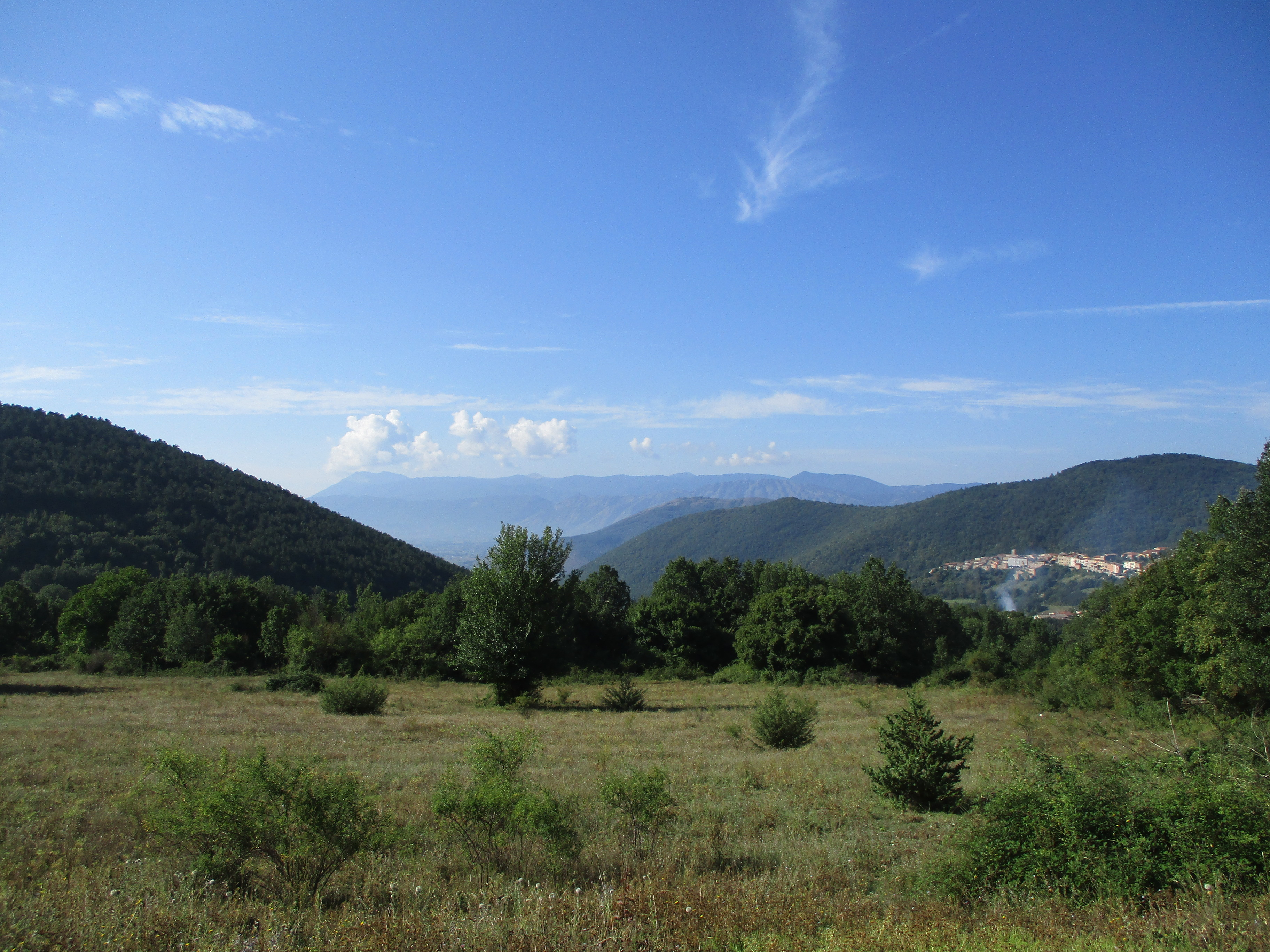
Valle Porclaneta

Chiesa di Santa Maria in Valle PorclanetaEdificio di culto in stile romanico situato in fondo alla valle Porclaneta, in un'area situata alle pendici del monte Velino. La chiesa di piccole dimensioni è ciò che rimane di un monastero benedettino costruito con ogni probabilità nella prima metà dell'XI secolo. Fu dichiarata monumento nazionale nel 1902 per l'alto valore artistico e per lo splendore.
Chiesa di Santa Maria delle GrazieChiesa parrocchiale risalente all'XI secolo. La facciata presenta il rosone gotico e un portale del XIII secolo, appartenente alla chiesa originaria, posto a destra e un portale del 1446 sulla sinistra. L'interno è a tre navate con numerosi affreschi restaurati a partire dal 1998.
Chiesa di San SebastianoL'edificio di culto originario risalente tra il V e il VII secolo venne edificato con ogni probabilità sui resti di una villa romana. La chiesa rurale contemporanea che venne riedificata nel corso del Quattrocento è situata alle porte dell'abitato. Internamente a navata unica presenta un affresco del 1564 e la copia dell'affresco raffigurante san Sebastiano collocato all'interno della chiesa parrocchiale. L'altarino in pietra proviene dalla chiesetta rurale di San Barnaba. In portale in pietra cinquecentesco è sovrastato da una lunetta a tutto sesto affrescata. L'edificio fu gravemente danneggiato dai terremoti del 1904 e del 1915. Dopo i lavori di ristrutturazione, restauro e consolidamento antisismico completati nel 2018 l'edificio è stato riaperto al culto dal vescovo di Avezzano, Pietro Santoro.
Chiesetta di San BarnabaVenne edificata nell'omonima valle sui ruderi di Villa di San Barnaba alle pendici del monte Velino. La chiesa rurale è dedicata a Barnaba apostolo.

### Architetture militari
- Torre risalente alla seconda metà dell'XV secolo inglobata nel nucleo urbano antico[10].

### Monumenti
- Monumento ai caduti, inaugurato nel 1979[23].
- Monumento dedicato a Vincenzo Pelliccione, in arte Eugene DeVerdi, inaugurato nel 2022[24].

### Aree naturali
Cammino dei BrigantiItinerario naturale costituito da diverse tappe che tocca alcuni comuni dell'Abruzzo e del Lazio per un totale di circa cento chilometri. Il percorso inizia a Sante Marie e tocca altre località della Marsica estendendosi fino al Cicolano, ripercorrendo la storia e i luoghi dei briganti posti al confine tra lo Stato Pontificio e il Regno delle due Sicilie.
- Valle Porclaneta, in quest'area si trova la roverella secolare di Santa Maria in Valle[15].
- Riserva naturale Monte Velino
- Bocca di Teve

## Società

### Tradizioni e folclore
Tra l'ultima domenica di agosto e la prima domenica di settembre si tengono le feste patronali in onore di santa Costanza. A fine agosto si rinnova annualmente il gemellaggio con i fedeli di San Donato Val di Comino (FR).